# Holborn
Holborn est le nom d'un quartier hypercentral du West End de Londres, situé dans la Cité de Westminster, à la limite de la Cité de Londres et du district de Camden.
Le quartier est desservi par les stations de métro suivantes : Chancery Lane, Holborn, St. Paul's et Covent Garden.

## Célébrités
L'écrivain Charles Dickens a vécu à Holborn, tout comme le poète Thomas Chatterton, l'architecte John Shaw et l'écrivain François-René de Chateaubriand en exil. L'inventeur Henry Stephens de l'encre indélébile est né à Holborn.

## Galerie

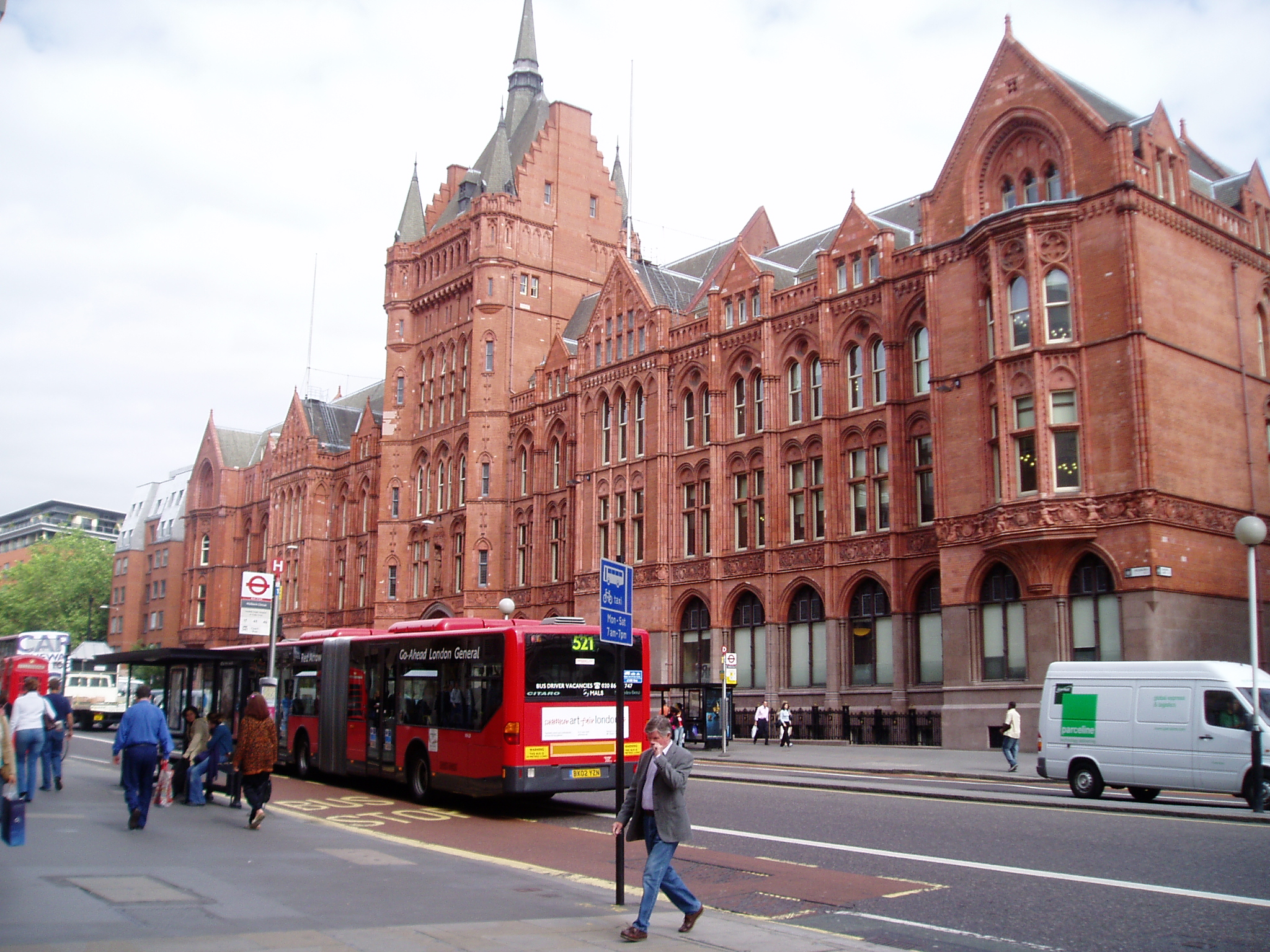
Les Holborn Bars, siège de la Prudential Assurance Company
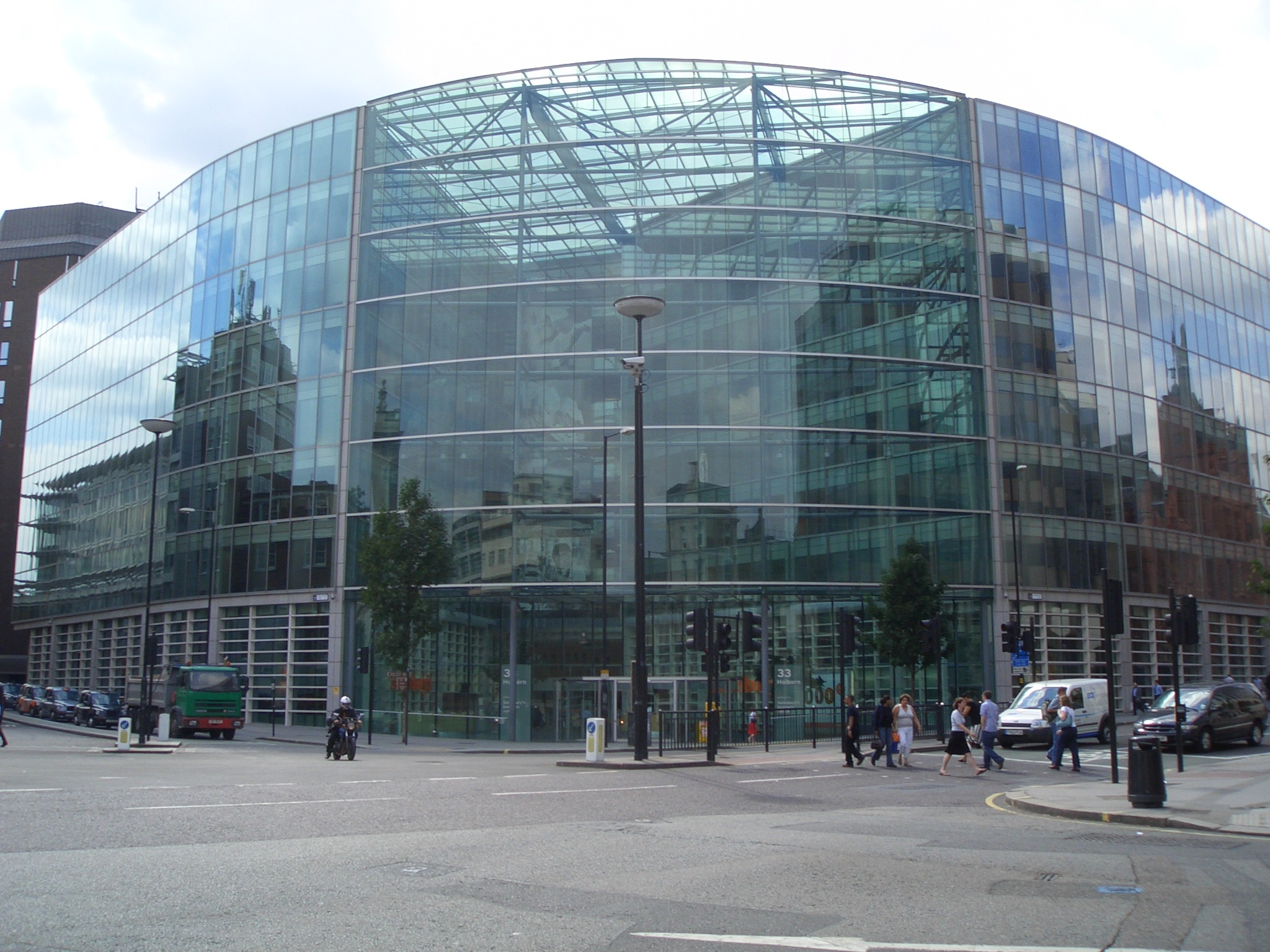
Le siège de la J Sainsbury plc à Holborn Circus
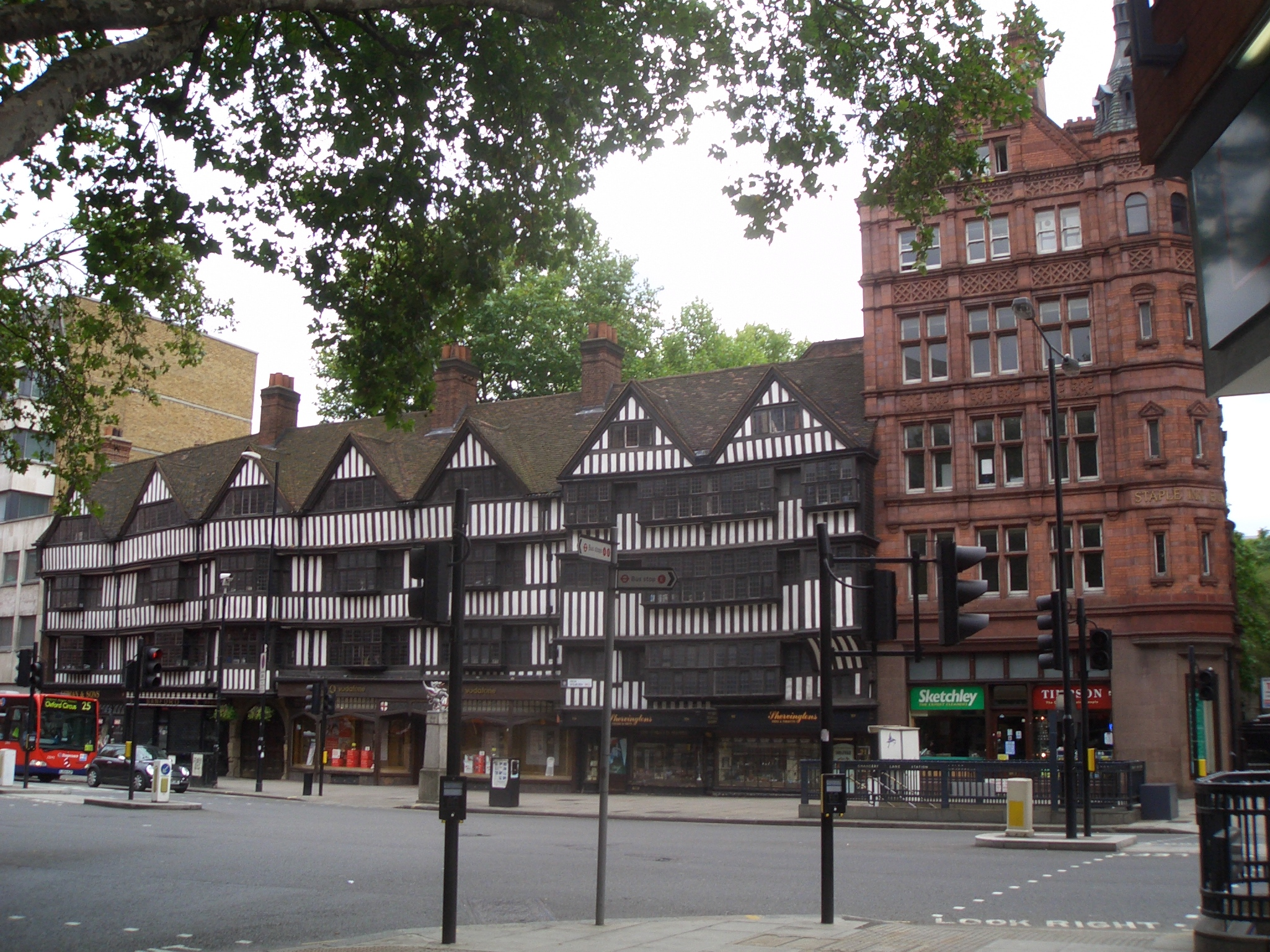
Le bâtiment Staple Inn
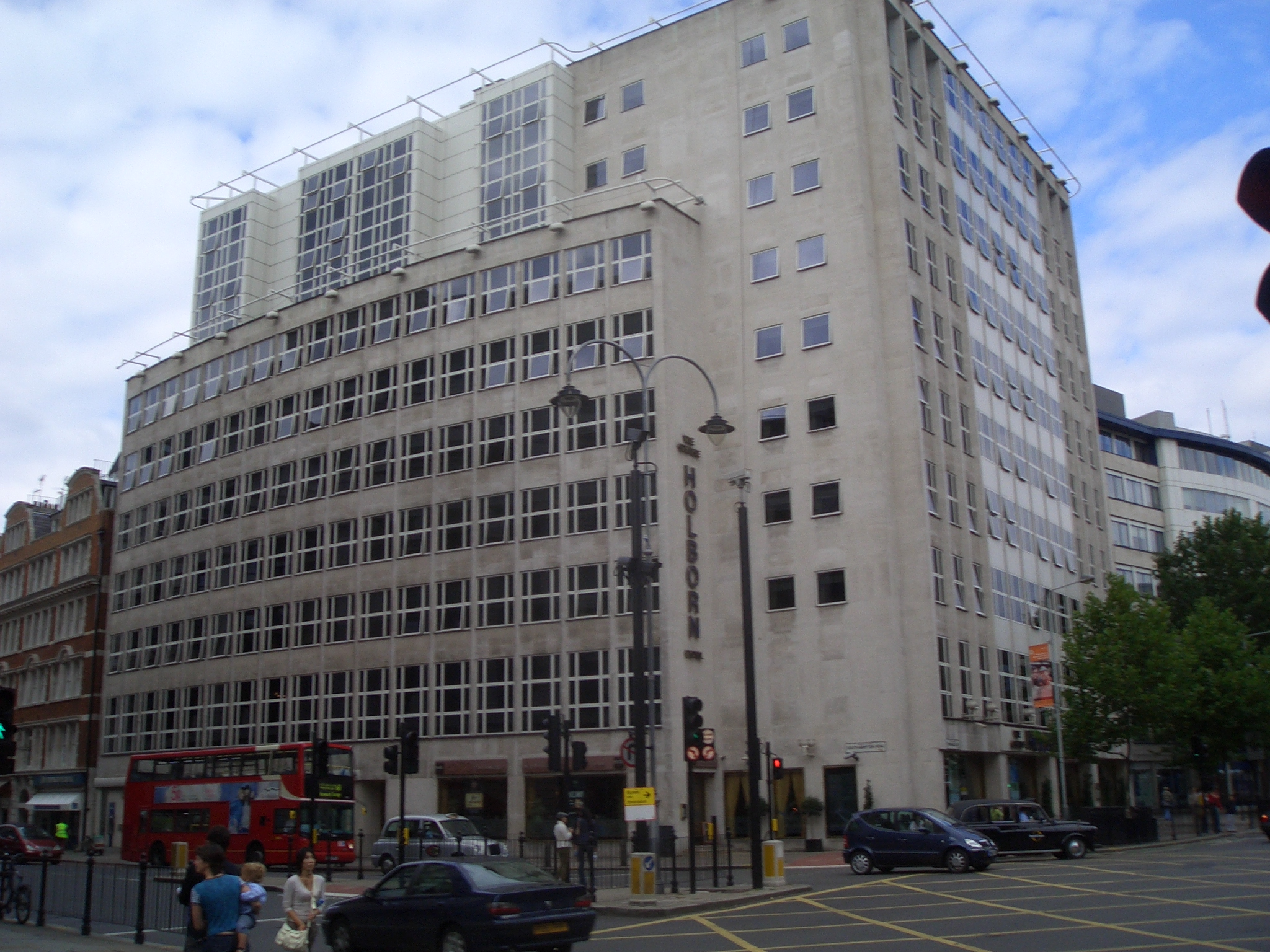
Le Grange Holborn Hotel à Holborn
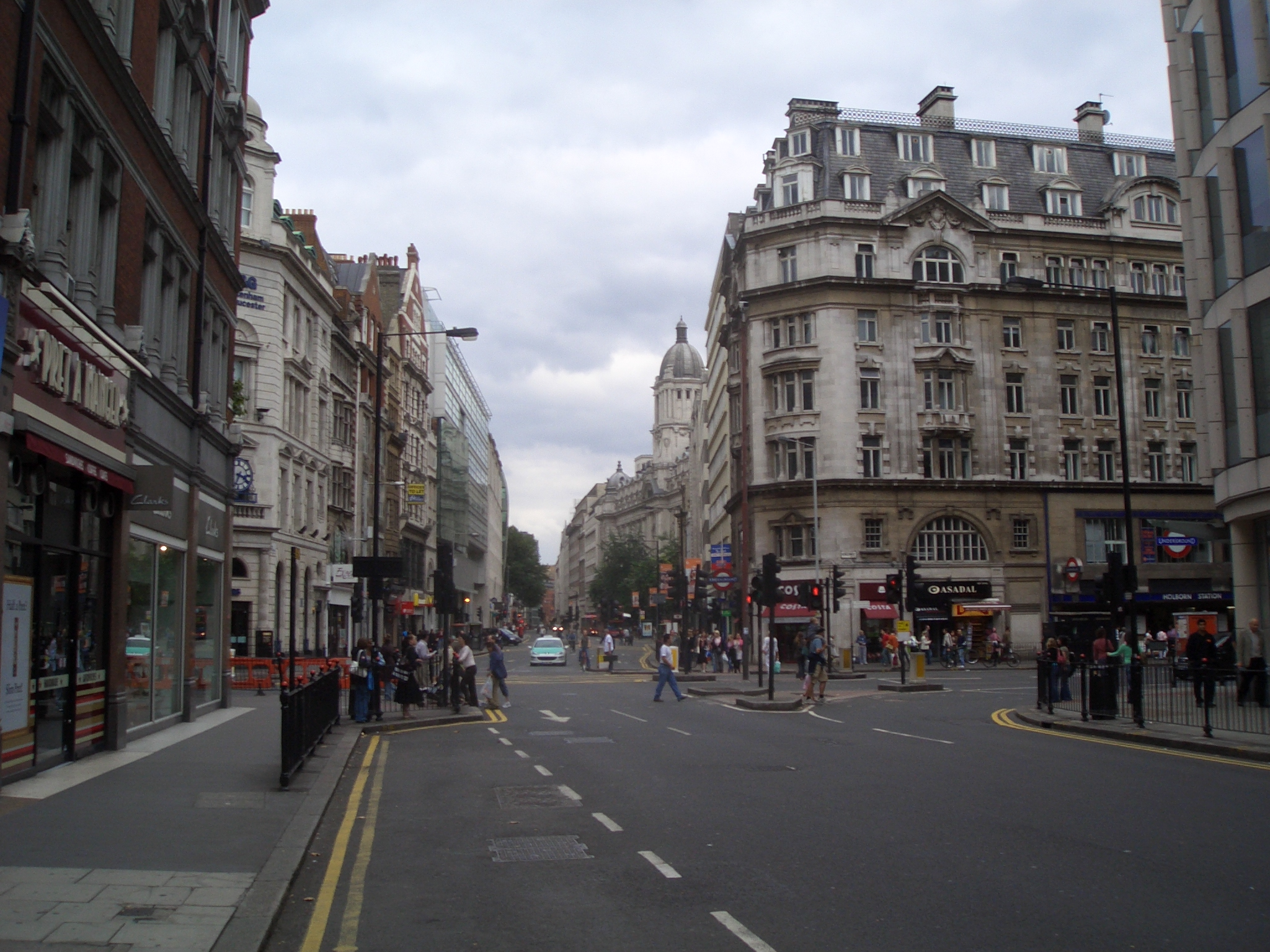
High Holborn
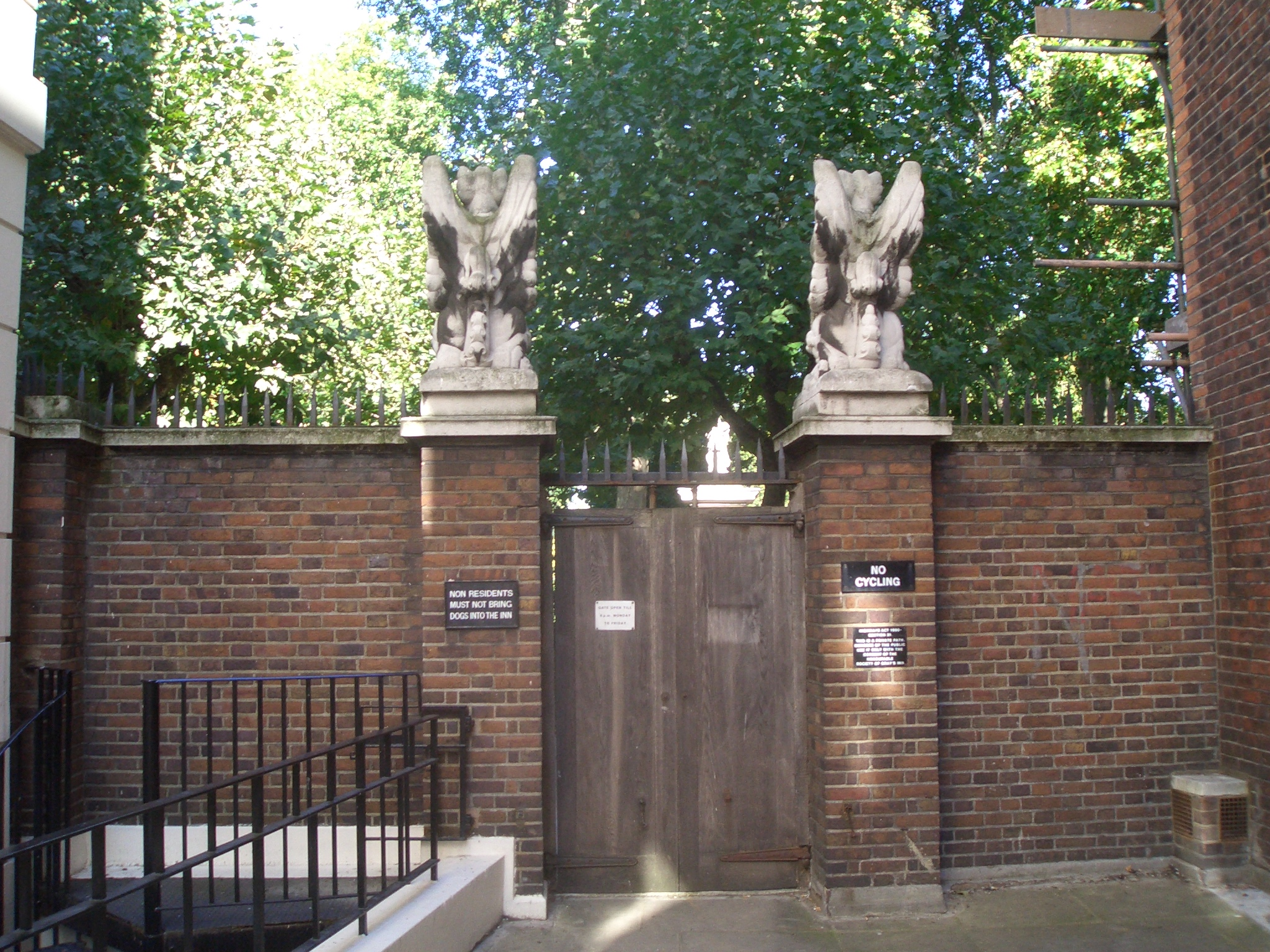
L'entrée de Gray's Inn
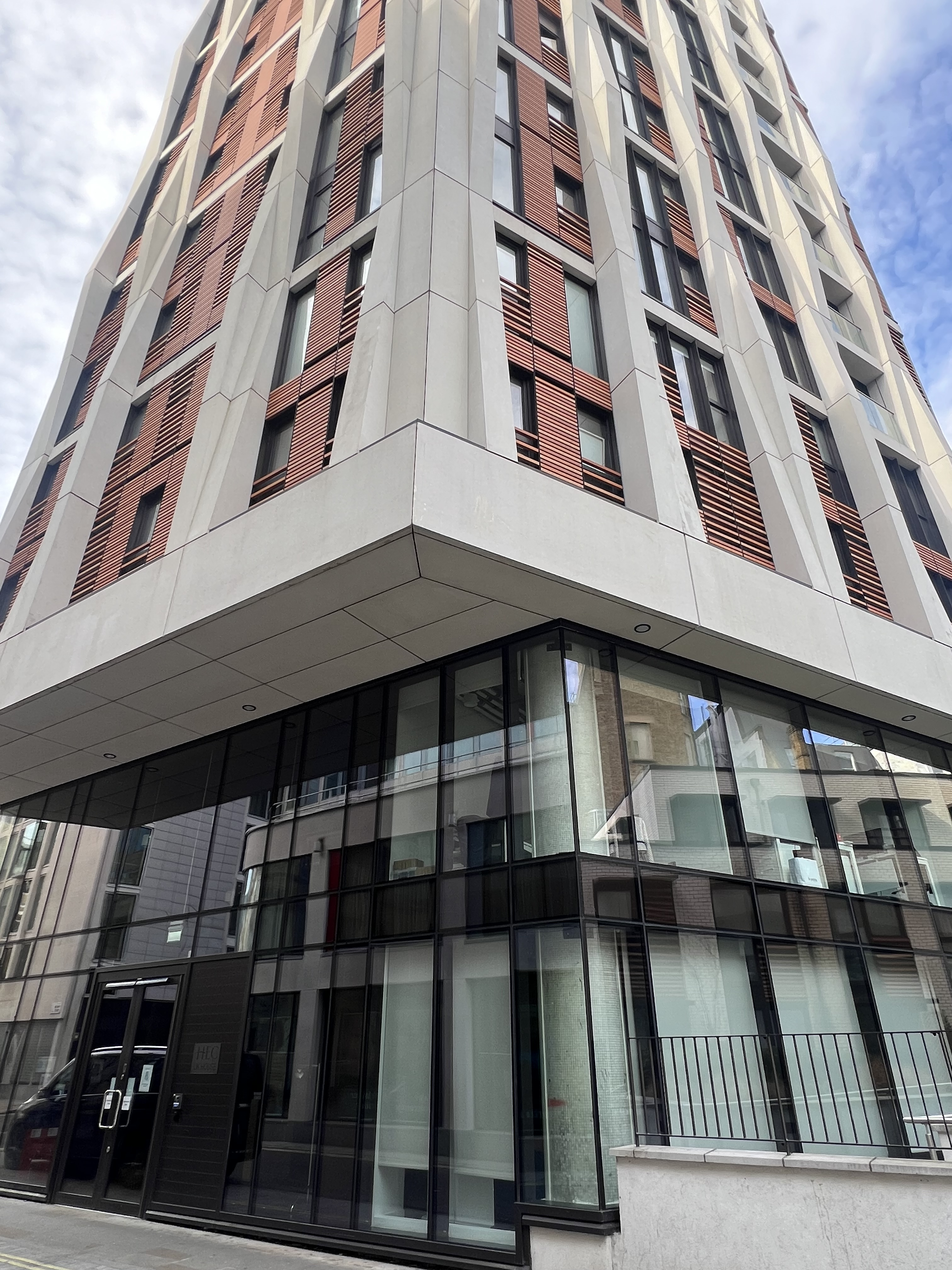
HEC UK House (maison des HEC) rue Parker street